# Новотор'яльське міське поселення
Но́вотор'я́льське міське поселення (рос. Новоторъяльское городское поселение) — муніципальне утворення у складі Новотор'яльського району Марій Ел, Росія. Адміністративний центр — селище міського типу Новий Тор'ял.

## Населення
Населення — 5870 осіб (2019, 6667 у 2010, 7307 у 2002).

## Склад
До складу поселення входять такі населені пункти:
| Населений пункт                    | Населення, осіб (2002) | Населення, осіб (2010) |
| ---------------------------------- | ---------------------- | ---------------------- |
| Новий Тор'ял, селище міського типу | 7266                   | 6635                   |
| Петричата, присілок                | 41                     | 32                     |